# Димеризація
Димериза́ція — реакція полімеризації, що веде до утворення сполуки із подвоєним хімічним складом (димеру). Умовно цей процес зображується схемою:
A + A → A2
У реакції можуть брати участь не лише молекулярні сполуки, а й радикали:
CH3• + CH3• → CH3CH3
Подібно до полімеризації, здатність до димеризації найбільш характерна для ненасичених органічних сполук. У промисловості цей тип взаємодій може застосовуваться для отримання деяких речовин, зокрема, вінілацетилену з ацетилену і лимонену з ізопрену (за реакцією Дільса—Альдера):
HC≡CH + HC≡CH → HC≡C-CH=CH2

Для деяких ненасичених сполук димеризація супроводжується циклоутворенням. Так, димеризація бута-1,3-дієну за різних умов може давати продуктом 4-вінілциклогексен або ж циклоокта-1,5-дієн:
Димеризація характерна також і для деяких неорганічних сполук. Наприклад, оксиди NO та NO2 у рідкому стані співіснують зі своїми димерами:
{\displaystyle \mathrm {2NO\rightleftarrows N_{2}O_{2}} }
{\displaystyle \mathrm {2NO_{2}\rightleftarrows N_{2}O_{4}} }
Продукти димеризації також включають міжмолекулярні комплекси, до яких можна віднести, наприклад, димери оцтової кислоти й фтороводню, де молекули пов'язані водневими зв'язками.